# ウイスキー・ソーダ
ウイスキー・ソーダ（Whiskey and Soda , Whisky and Soda）は、ウイスキーベースのカクテルであり、冷たいタイプのロングドリンクに分類される。

## 標準的なレシピ
- ウイスキー - 45ml
- 炭酸水 - 適量（一般的には、ウイスキーの2倍～4倍）

使用するウイスキーは特に指定されていないので、好みのものを使用すればよい。

### 作り方
1. タンブラーに多めの氷を入れ、ウイスキーを注ぐ。
2. グラスを炭酸水で満たし、軽くステアする。

### 備考
日本においては「ウイスキー・ハイボール」あるいは単に「ハイボール」と呼ばれることもあるが、本来のハイボールはあらゆる酒（特に蒸留酒が多いが、ウイスキーとは限らない）をソフトドリンク（特に炭酸飲料が多いが、ソーダとは限らない）で割ってつくるカクテルのことを指す。